# ژول ورن (فضاپیمای ترابری خودکار)

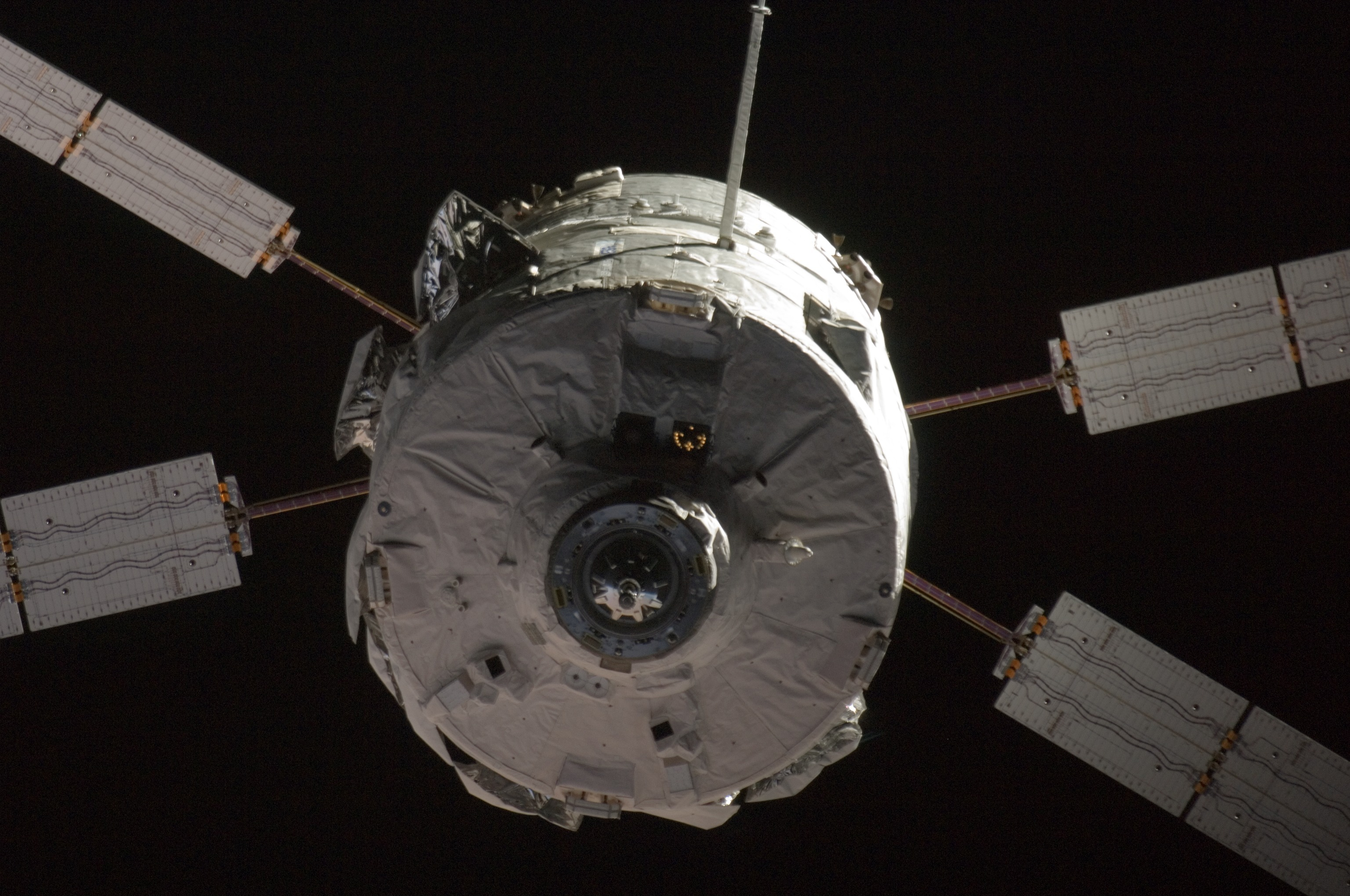
فضاپیمای ژول ورن در حال نزدیک شدن به ایستگاه فضایی بین‌المللی

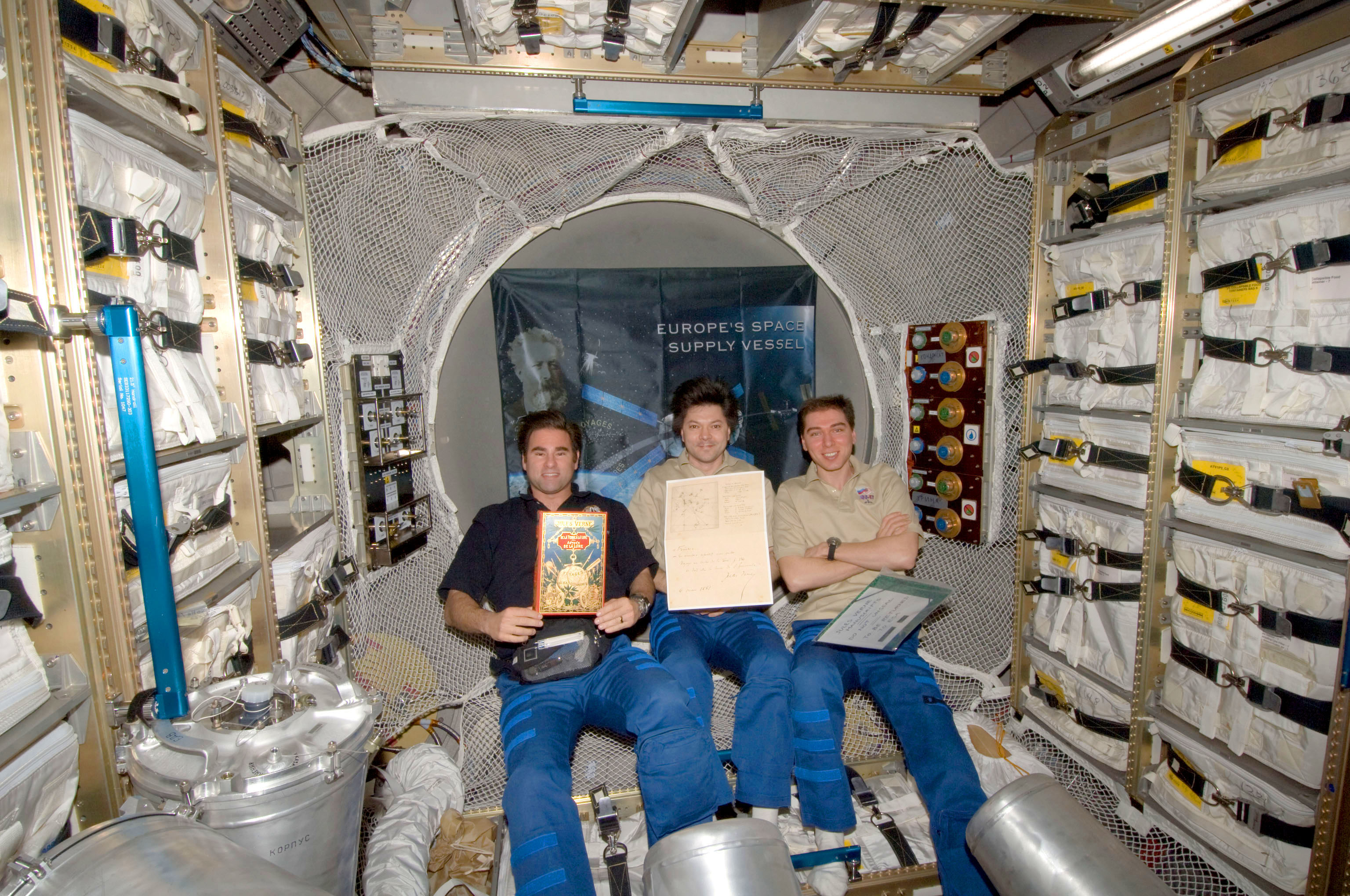
فضانوردان اردوی ۱۷ (از راست به چپ) سرگئی ولکوف، آلگ کننکو و گرگوری چامیتوف درون فضاپیمای ژول ورن پس از اتصال آن به ایستگاه فضایی بین‌المللی، نسخه‌ای از یکی از کتاب‌های ژول ورن -نویسنده فرانسوی- را در دست دارند.

فضاپیمای ترابری خودکار «ژول ورن» (Jules Verne ATV) یا فضاپیمای ترابری خودکار ۰۰۱ (به انگلیسی: Automated Transfer Vehicle 001) نام نخستین نمونهٔ فضاپیمای ترابری خودکار اروپایی بود که در روز ۱۹ اسفند ۱۳۸۶ (۹ مارس ۲۰۰۸) به فضا پرتاب شد. این فضاپیما به افتخار ژول ورن، نویسنده فرانسوی داستان‌های علمی-تخیلی، نامگذاری شده بود.
از آنجاییکه فضاپیمای ژول ورن نخستین نمونه عملیاتی از فضاپیماهای ترابری خودکار بود، پس از پرتاب به مدت سه هفته در مدار زمین آزمایش شد تا از درستی کارکرد دستگاه‌ها و ابزارهای ناوبری آن اطمینان حاصل گردد. پس از پایان موفقیت‌آمیز آزمایش‌ها، ژول ورن در ۱۵ فروردین ۱۳۸۷ (۳ آوریل ۲۰۰۸) بر ایستگاه فضایی بین‌المللی پهلو گرفت تا فضانوردان بار سفینه را که شامل سوخت، آب آشامیدنی، هوا و لوازم یدکی و ابزار پژوهشی بود، به ایستگاه فضایی منتقل کنند.
چند هفته پس از پهلوگیری، در روز ۶ اردیبهشت ۱۳۸۷ (۲۵ آوریل ۲۰۰۸) فضاپیمای ژول ورن در حالی‌که به ایستگاه فضایی بین‌المللی متصل بود، با روشن کردن موتورهایش مدار ایستگاه را اصلاح و آن را به مدار بالاتری انتقال داد. علاوه بر انتقال بخشی از اقلام مورد نیاز فضانوردان و اصلاح مدار ایستگاه فضایی، ژول ورن انباری برای زباله‌ها و پسماندهای ایستگاه بود و فضانوردان در طول چند ماه اقلام دورریختنی را در آن جاسازی کردند.
ژول ورن پس از ۶ ماه اتصال به ایستگاه فضایی بین‌المللی در تاریخ (۵ سپتامبر ۲۰۰۸) از ایستگاه جدا شد و پس از سه هفته با پرواز در مسیری از پیش تعیین شده پس از ورود به جو زمین سوخت.

## نگارخانه

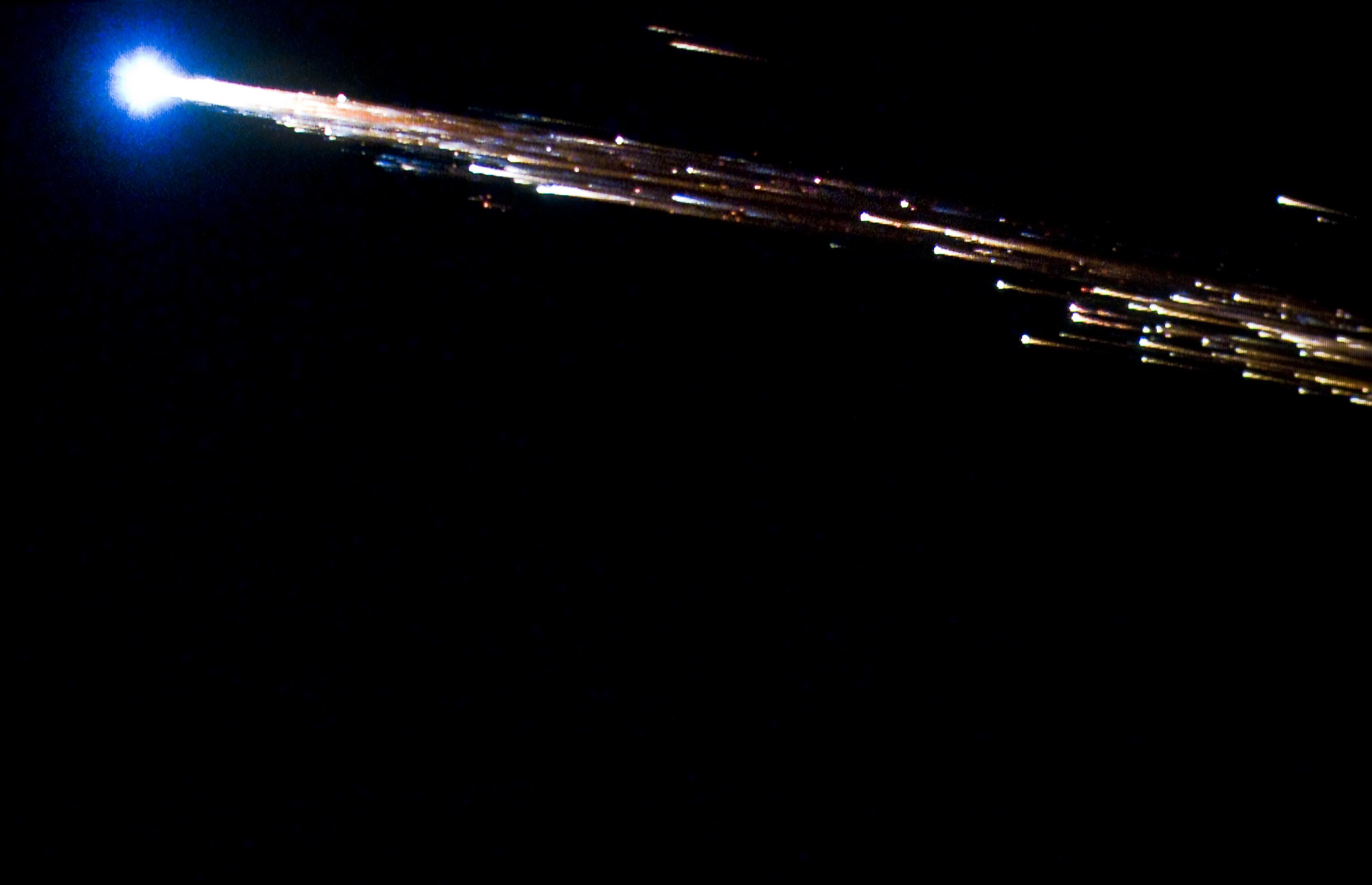